# 오픈 데이터 센터 연합
오픈 데이터 센터 연합(Open Data Center Alliance)은 인텔의 도움으로 클라우드 컴퓨팅 표준 수립을 돕기 위해 2010년 10월에 설립된 독립 기구이다. BMW와 로얄 더치 셸, 매리어트 호텔 등을 포함하여 대략적으로 100개의 회사가 이 연합에 가입을 했고, 이들의 연간 IT 투자액은 총 미화 500억 달러에 달한다. 이 연합의 클라우드 2015 비젼은 하드웨어와 소프트웨어를 위한 공통된 표준으로 상호 연동되는 클라우드를 만들고자 한다.

## 회원
연합 조정 위원회(Alliance Steering Committee)의 회원으로는 BMW, 차이나 생명(China Life), 도이치뱅크(Deutsche Bank), JP모건 체이스(J.P. Morgan Chase), 록히드 마틴(Lockheed Martin), 매리어트(Marriott International, Inc), 호주국립은행(National Australia Bank), 셸(Shell), 테레마크(Terremark), UBS 등이 있다. 기타 회원으로는 AT&T, CERN, 이베이, Logica, 모토로라와 노키아 등이 있다. 대한민국에는 KT, LG유플러스가 가입을 했다.